# Kyselina N-Acetylneuraminová
Kyselina N-acetylneuraminová (zkráceně Neu5Ac, systematický název kyselina 5-(acetylamino)-3,5-dideoxy-D-glycero-α-D-galakto-non-2-ulopyranózová) je cukerná aminokyselina, nejběžnější ze sialových kyselin v buňkách savců.
Její záporně nabyté zbytky jsou složkami komplexních glykanů, mucinů a glykoproteinů v buněčných membránách; rovněž se nacházejí v glykolipidech jako jsou gangliosidy, důležité součásti neuronových membrán v mozku.
Neu5Ac má vliv na prevenci infekcí (jako složka hlenu na sliznicích úst a dýchací soustavy) a funguje též jako receptor chřipkových virů, čímž umožňuje jejich napojení na hlenové buňky skrz hemagutinin.

## Význam v biologii bakteriálních patogenů
Neu5Ac je rovněž významnou látkou v biologii patogenních bakterií a lze ji použít jako výživnou látku dodávající bakterii uhlík i dusík; u některých patogenů může být aktivována a umístěna na povrchu buňky. Bakterie mají vyvinuté mechanismy, které umožňují zachytit Neu5Ac z okolního prostředí; bylo popsáno mnoho takových transportérů, například NanT protein z Escherichia coli, SiaPQM TRAP transprtér u Haemophilus influenzae a SatABCD transportér z Haemophilus ducreyi.